# Grenouille-à-queue des Rocheuses
Ascaphus montanus
Espèce
Synonymes
- Ascaphus truei montanus Mittleman & Myers, 1949

Statut de conservation UICN

 LC  : Préoccupation mineure
Ascaphus montanus, la Grenouille-à-queue des Rocheuses, est une espèce d'amphibiens de la famille des Ascaphidae.

## Répartition
Cette espèce se rencontre dans l'ouest de l'Amérique du Nord :
- dans le Sud-Ouest Canada dans l'extrême Sud-Est de la Colombie-Britannique ;
- dans le nord-ouest des États-Unis dans l'ouest du Montana, dans le nord de l'Idaho,  dans le nord-est de l'Oregon et dans l'est du Washington.

## Publication originale
- Mittleman & Myers, 1949 : Geographic variation in the ribbed frog, Ascaphus truei. Proceedings of the Biological Society of Washington, vol. 62, p. 57-68 (texte intégral).